# Рино (окръг, Канзас)
Окръг Рино (на английски: Reno County) е окръг в щата Канзас, Съединени американски щати. Площта му е 3292 km², а населението - 63 558 души. Административен център е град Хътчинсън.